# Plittersdorf (Bonn)

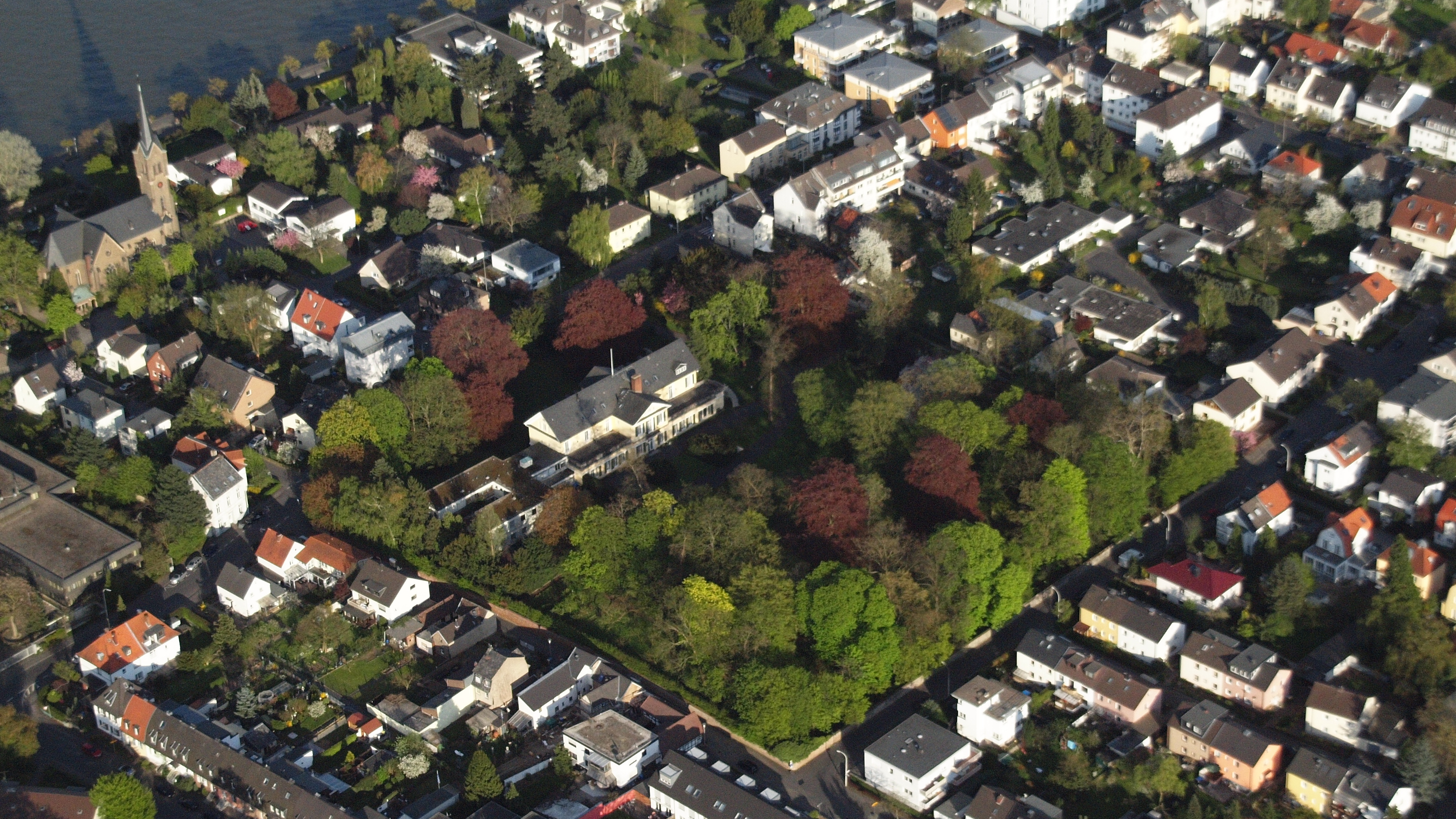
Luftaufnahme des Plittersdorfer Nordens

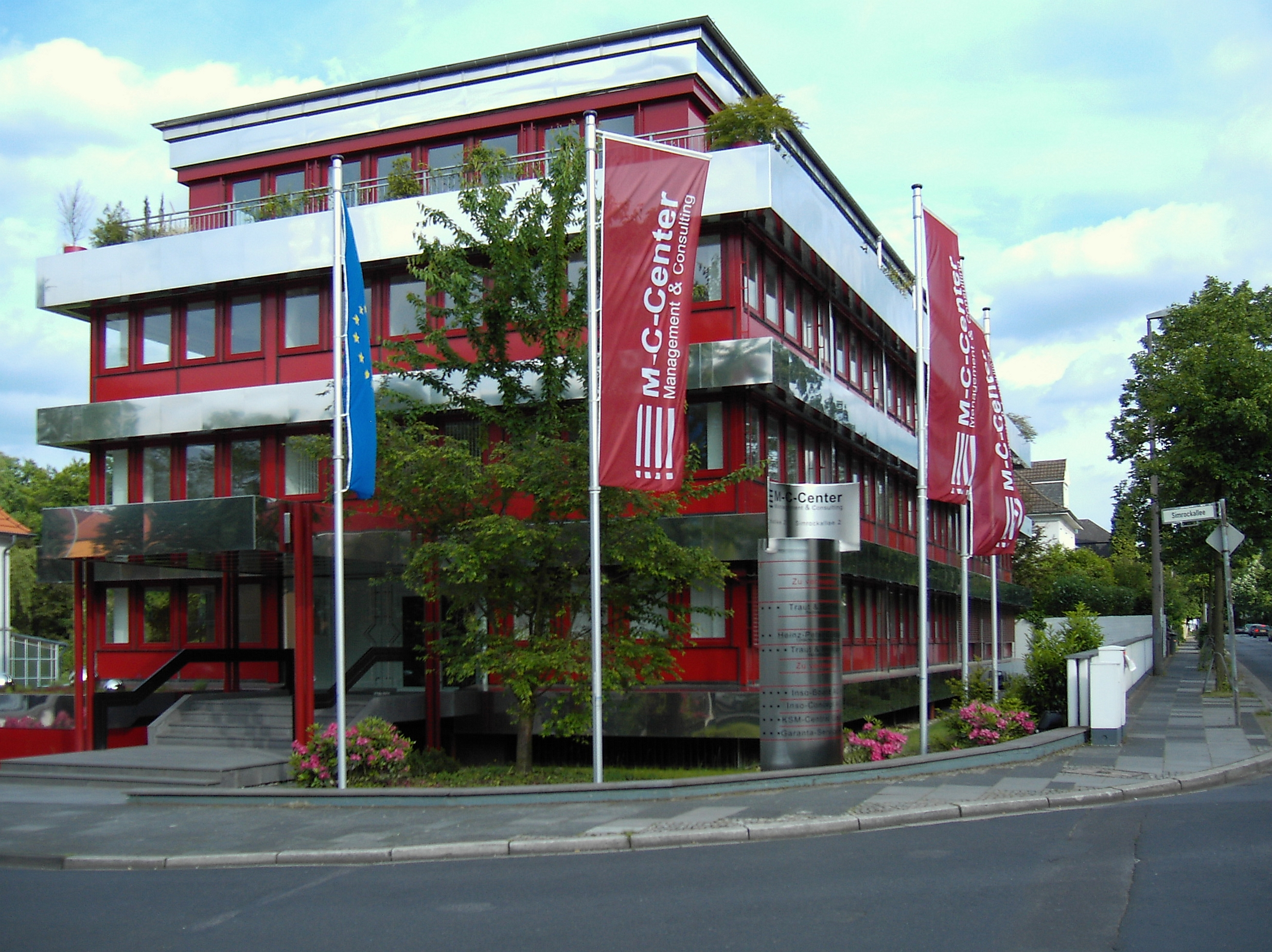
Ehemalige israelische Botschaft (2006)

Plittersdorf ist ein Ortsteil der Bundesstadt Bonn im Stadtbezirk Bad Godesberg mit rund 11.000 Einwohnern.

## Geographie
Plittersdorf liegt im Norden von Bad Godesberg am Westufer des Rheins. Es grenzt im Süden an Rüngsdorf und das Godesberger Villenviertel, im Westen an Godesberg-Nord und Friesdorf sowie im Norden an Hochkreuz. Heute gehört ein Teil des größten Parks Bonns, der Freizeitpark Rheinaue, zu Plittersdorf. Der Ortsteil umfasst auch den Zentralfriedhof Bad Godesberg. Auf der gegenüberliegenden Rheinseite liegt Niederdollendorf, dorthin setzt die Rheinfähre Bad Godesberg–Niederdollendorf über.

## Geschichte
1670 verzeichnete Plittersdorf 37 Häuser. Landesherrlich gehörte die Ortschaft bis Ende des 18. Jahrhunderts zum Kurfürstentum Köln und unterstand der Verwaltung des Amtes Godesberg(-Mehlem) im Oberamt Bonn. Im Zuge des Wachstums von Godesberg wurde die bis dahin selbständige Gemeinde Plittersdorf mit einer Fläche von 400 ha 1899 eingemeindet. Die Gemarkung Plittersdorf in den Grenzen der ehemaligen Gemeinde besteht bis heute.
Neben einem alten Ortskern mit fließendem Übergang ins Godesberger Villenviertel erhielt Plittersdorf in den 1950er- und 60er-Jahren eine Neubausiedlung, in der sich hauptsächlich Bundesbeamte niederließen. Außerdem entstand hier 1951 eine anfangs frei zugängliche Wohnsiedlung für die Bediensteten der ehemaligen amerikanischen Botschaft mit kompletter Infrastruktur (HICOG-Siedlung Plittersdorf). Ab Mitte der 1970er-Jahre wurden alle Zugänge zur amerikanischen Siedlung aufgrund der Gefährdung durch terroristische Anschläge besonders gesichert, und auch im Bereich der von 1974 bis 1999 ebenfalls in Plittersdorf gelegenen israelischen Botschaft waren starke Polizeipräsenz und Personenkontrollen alltäglich.
Während der Bonner Republik siedelten sich an der Kennedyallee, der nördlichen Begrenzung zum Ortsteil Hochkreuz um das Wissenschaftszentrum Bonn die Geschäftsstelle der DFG, der DAAD sowie das Deutsche Museum Bonn an. Außerdem befanden sich in Plittersdorf mit der Villa von Meier am Rheinufer die Dienstvilla des Bundestagspräsidenten sowie die südafrikanische, ungarische und bulgarische Botschaft und im Turmhof mit der Apostolischen Nuntiatur die diplomatische Vertretung des Heiligen Stuhls in der Bundesrepublik Deutschland.

## Sehenswürdigkeiten

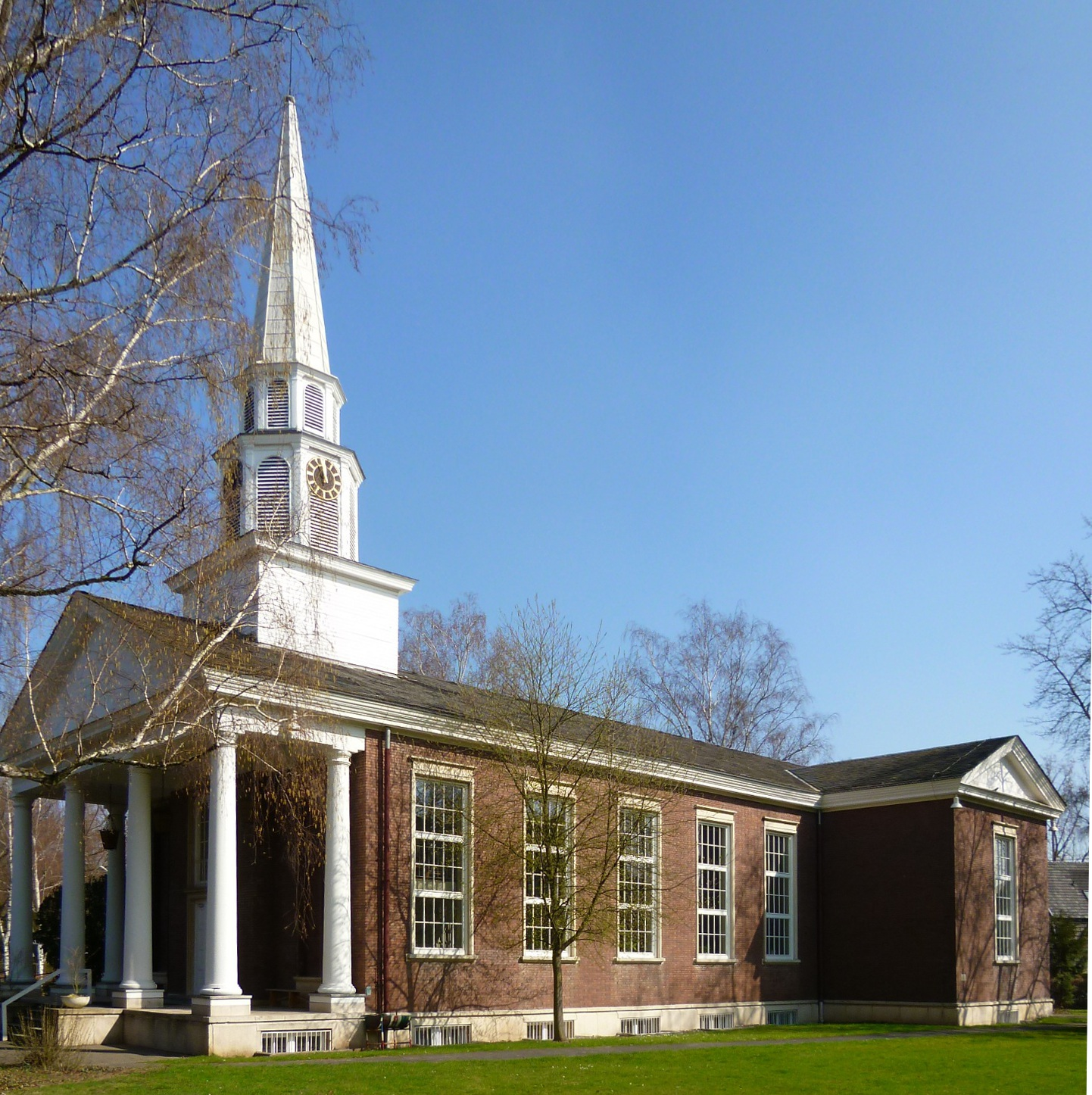
Stimson Memorial Chapel

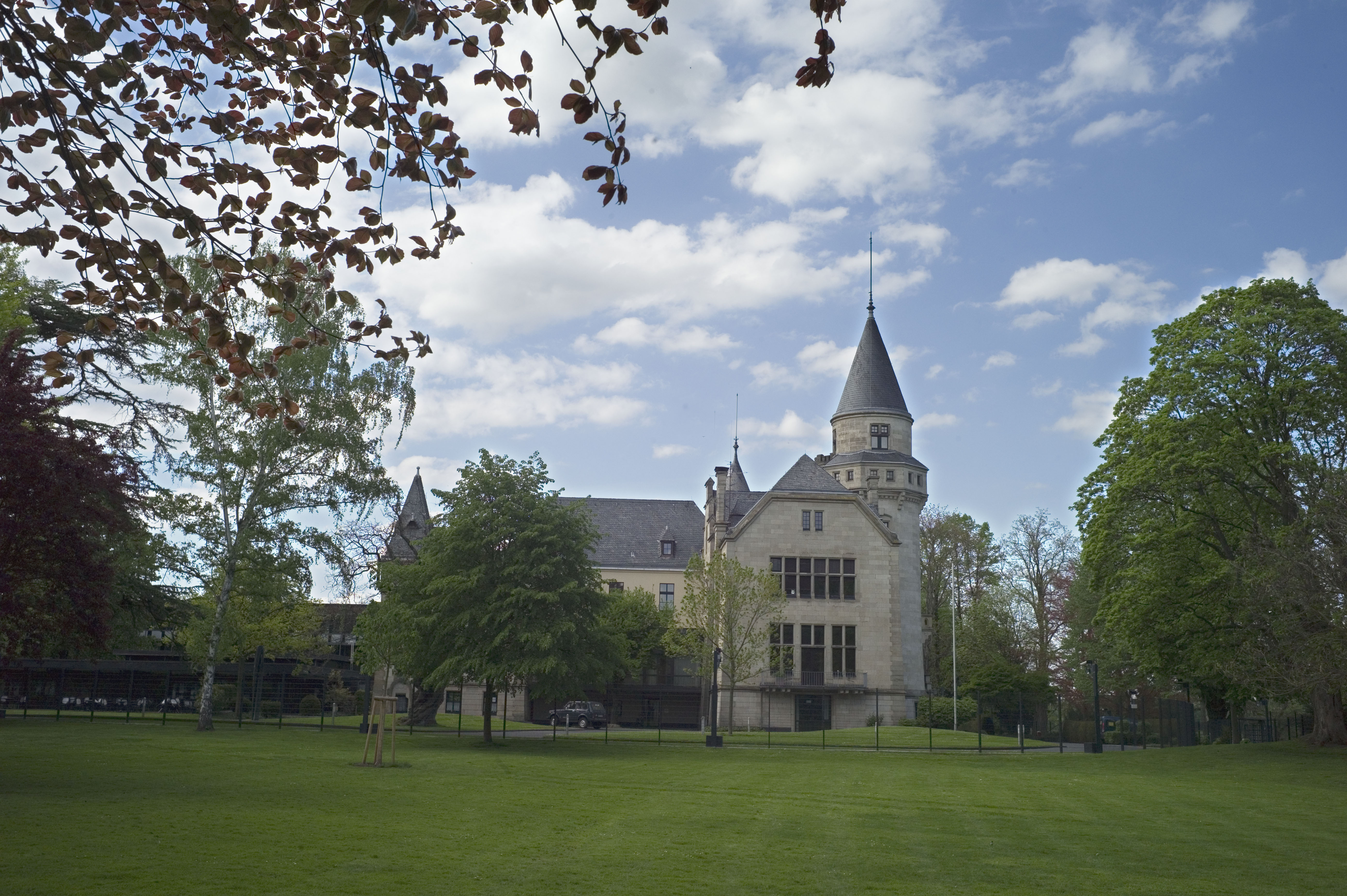
Haus Carstanjen

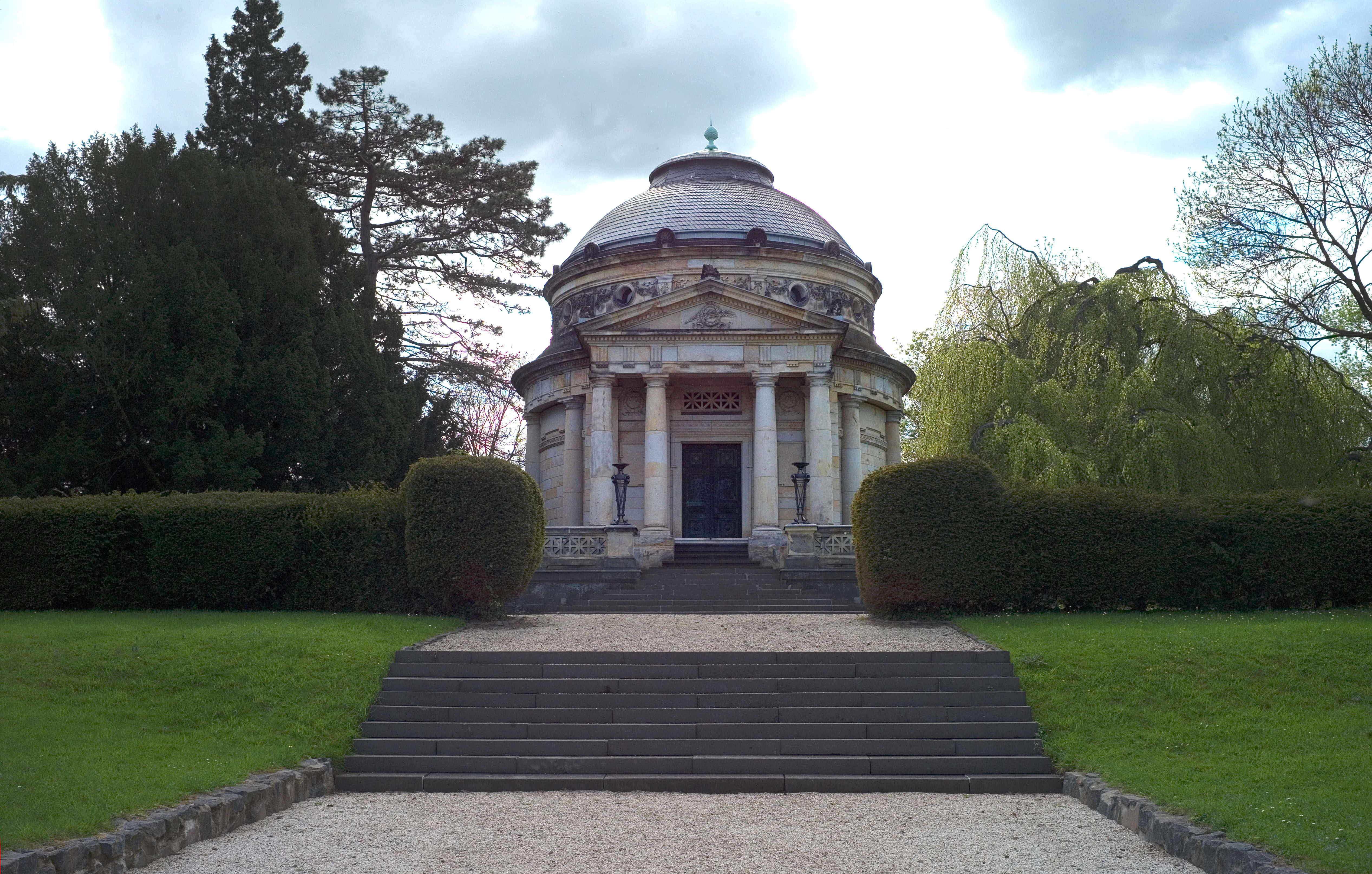
Mausoleum Carstanjen

Zu den Plittersdorfer Sehenswürdigkeiten gehören das Rheinpanorama mit dem weltberühmten Blick auf das Siebengebirge, die neugotische St.-Evergislus-Kirche, die Stimson Memorial Chapel der früheren HICOG-Siedlung sowie der Schaumburger Hof, ein Speiselokal mit Biergarten, das schon Persönlichkeiten wie Heinrich Heine, Karl Simrock, Carl Schurz oder Konrad Adenauer bewirtete. Sehenswert sind auch die Bauten des Villenviertels aus dem ersten Drittel des 20. Jahrhunderts, von denen viele unter Denkmalschutz stehen, die 1953 erbaute Christuskirche sowie der neoklassizistische Bau der ehemaligen Sparkasse der Stadt Bad Godesberg (Rheinallee 1).
Im Norden von Plittersdorf befindet sich das Haus Carstanjen, das früher Standort von Bundesministerien war und heute Sitz einer UN-Organisation ist. Das ursprünglich zugehörige, von Wilhelm Adolf von Carstanjen errichtete Mausoleum, ein großzügiger, innen wie außen reich verzierter und nach altgriechischem Vorbild errichteter Kuppelbau mit mehreren Etagen, befindet sich direkt neben der Evergisluskirche und dient heute nach jahrelangem Verfall und Nichtnutzung wieder als Begräbnisstätte.
Ein wenig weiter südlich steht die denkmalgeschützte neugotische Villa Cahn. Sie wurde nach Plänen des hannoverschen Architekten Edwin Oppler für den jüdischen Bankier Albert Cahn als ein damals sogenanntes „deutsches Haus am Rhein“ errichtet. Der heutige Besitzer Frank Asbeck (s. u.) rettete sie 1997 vor dem zunehmenden Verfall. Die schlossähnliche, nicht mehr zugängliche Villa steht in einem als Leserpark bekannten Gelände und wird daher auch Leserschlösschen genannt. Der heutzutage kleine Park ist mit verschiedenen 60- bis 100-jährigen Laubbäumen bestanden und hat eine ausgeprägte Unterholzschicht.

## Persönlichkeiten
Prominente Bewohner Plittersdorfs sind derzeit der Politiker Peer Steinbrück sowie der Unternehmer Frank Asbeck, ein großer Förderer der Bonner Kultur; früher lebte der Politiker Wolfgang Clement († 2020) hier.
Während seines ersten Deutschlandbesuchs übernachtete Papst Johannes Paul II. in der damaligen Nuntiatur in der Turmstraße (Turmhof). Durch die Nuntiatur weilten zu Zeiten der Bonner Republik praktisch alle hohen katholischen Würdenträger Deutschlands in Plittersdorf. Der emeritierte Papst Benedikt XVI. lebte in den 1950er Jahren, als er Professor für Fundamentaltheologie an der Bonner Universität war, für mehrere Jahre an der durch Plittersdorf laufenden Wurzerstraße.
Weiter haben die Fernsehmoderatorin Sonja Zietlow und der Puppen- und Schauspieler Gerd J. Pohl ihre Kindheit in Plittersdorf verbracht.
Am 26. Oktober 1961 verstarb der Priester, Lehrer, Autor und Heimatforscher Friedrich Albert Groeteken in Plittersdorf.
Als ihr Mann in den 1950er Jahren bei der amerikanischen Botschaft tätig war, wohnte die bekannte Kochbuchautorin und Köchin Julia Child in Plittersdorf.
Viele US-amerikanische Politiker, Diplomaten und ranghohe Offiziere besuchten regelmäßig die HICOG-Siedlung. Der damalige US-Präsident John F. Kennedy übernachtete während seines Besuchs in Deutschland in der Nacht vom 23. zum 24. Juni 1963 im Haus Carstanjen. An der Ecke Hochkreuz-/Kennedyallee wurde Kennedy 1989 von dem Kölner Bildhauerduo Herm-Jörg Barner / Marlene Dammin mit einer überlebensgroßen Statue aus Weiberner Tuff geehrt.